# Delta Horologii
Delta Horologii (δ  Horologii, förkortat Delta Hor, δ  Hor) som är stjärnans Bayerbeteckning, är en dubbelstjärna belägen i den nordöstra delen av stjärnbilden Pendeluret. Den har en kombinerad skenbar magnitud på 4,93 och är synlig för blotta ögat där ljusföroreningar ej förekommer. Baserat på parallaxmätning inom Hipparcosuppdraget på ca 18,2 mas, beräknas den befinna sig på ett avstånd på ca 179 ljusår (ca 55 parsek) från solen. År 2014 var stjärnparet separerat med 0,20 bågsekunder vid en positionsvinkel på 24°.

## Egenskaper
Primärstjärnan Delta Horologii A är en vit till blå stjärna i huvudserien av spektralklass A9 V. Den har en massa som är ungefär 40 procent större än solens massa, en radie som är ca 3,5 gånger större än solens och utsänder från dess fotosfär ca 27 gånger mera energi än solen vid en effektiv temperatur på ca 7 000 K.
Vid en beräknad ålder på 768 miljoner år har Delta Horologii A en snabb rotation med en projicerad rotationshastighet på 220 km/s, vilket ger den en något tillplattad form med en ekvatorialradie som är 15 procent större än polarradien.